# Diplomyces actobianus
Diplomyces actobianus är en svampart som beskrevs av Thaxt. 1895. Diplomyces actobianus ingår i släktet Diplomyces och familjen Laboulbeniaceae.   Inga underarter finns listade i Catalogue of Life.